# De cap tà l'immortèla
De cap tà l'immortèla o, simplemente, L'immortèla, es una de las canciones más célebres del grupo francés de folk en occitano Nadau. Compuesta en 1978, forma parte del álbum homónimo.
La canción es un himno a la libertad y al amor a la tierra que se ha convertido en popular en toda Occitania, hasta el punto de convertirse en una canción tradicional.
El título se traduce como "hacia la flor de las nieves" (Leontopodium alpinum).